# Campionati europei di tuffi 2015 - Trampolino 1 metro femminile
La gara dei tuffi dal trampolino 1 metro femminile dei campionati europei di tuffi 2015 si è svolta presso la  Piscina Nettuno di Rostock in Germania e vi hanno preso parte 20 atlete.

## Medaglie
| Posizione | Atleti           | Paese   |
| --------- | ---------------- | ------- |
| Oro       | Tania Cagnotto   | Italia  |
| Argento   | Nadezhda Bazhina | Russia  |
| Bronzo    | Olena Fedorova   | Ucraina |

## Risultati
| Pos.    | Atleti                  | Nazionalità   | Qualificazioni | Qualificazioni | Finale | Finale |
| Pos.    | Atleti                  | Nazionalità   | Punti          | Pos.           | Punti  | Pos.   |
| ------- | ----------------------- | ------------- | -------------- | -------------- | ------ | ------ |
| Oro     | Tania Cagnotto          | Italia        | 274,35         | 2              | 291,20 | 1      |
| Argento | Nadezhda Bazhina        | Russia        | 274,90         | 1              | 279,40 | 2      |
| Bronzo  | Olena Fedorova          | Ucraina       | 264,70         | 3              | 275,40 | 3      |
| 4       | Elena Bertocchi         | Italia        | 225,65         | 8              | 267,80 | 4      |
| 5       | Grace Reid              | Gran Bretagna | 257,45         | 4              | 264,50 | 5      |
| 6       | Uschi Freitag           | Paesi Bassi   | 249,40         | 5              | 249,45 | 6      |
| 7       | Jessica Favre           | Svizzera      | 223,35         | 10             | 245,50 | 7      |
| 8       | Daniella Nero           | Svezia        | 222,05         | 11             | 243,45 | 8      |
| 9       | Nora Subschinski        | Germania      | 224,50         | 9              | 239,50 | 9      |
| 10      | Hanna Pysmenska         | Ucraina       | 247,05         | 6              | 235,10 | 10     |
| 11      | Inge Jansen             | Paesi Bassi   | 219,70         | 12             | 230,75 | 11     |
| 12      | Taina Karvonen          | Finlandia     | 228,80         | 7              | 219,85 | 12     |
| 13      | Rocio Velazquez Roldan  | Spagna        | 215,60         | 13             |        |        |
| 14      | Thelma Baatz Strandberg | Norvegia      | 214,60         | 14             |        |        |
| 15      | Iira Laatunen           | Finlandia     | 212,25         | 15             |        |        |
| 16      | Louisa Stawczynski      | Germania      | 210,30         | 16             |        |        |
| 17      | Vivian Barth            | Svizzera      | 209,65         | 17             |        |        |
| 18      | Anca Șerb               | Romania       | 200,00         | 18             |        |        |
| 19      | Gondos Flóra            | Ungheria      | 196,10         | 19             |        |        |
| 20      | Clara Della Vedova      | Francia       | 194,10         | 20             |        |        |